# DHLホームタウン・ヒーローズ
DHLホームタウン・ヒーローズ（DHL Hometown Heroes）は、2006年9月27日に行われた国際物流会社のDHL主催イベントにおいて、MLBのファンによる投票により、各チームの歴史上最も傑出した「ホームタウンヒーロー」1名を選出したものである。 

## ノミネート・選出者
| 地区                           | チーム                     | ノミネート                 | ノミネート                 | ノミネート                   | ノミネート                 | 選出者                   |
| ------------------------------ | -------------------------- | -------------------------- | -------------------------- | ---------------------------- | -------------------------- | ------------------------ |
| ア・リーグ 東地区              | ボルチモア・オリオールズ   | エディ・マレー             | ジム・パーマー             | ブルックス・ロビンソン       | フランク・ロビンソン       | カル・リプケン・ジュニア |
| ア・リーグ 東地区              | ボストン・レッドソックス   | ロジャー・クレメンス       | ジム・ライス               | カール・ヤストレムスキー     | サイ・ヤング               | テッド・ウィリアムズ     |
| ア・リーグ 東地区              | ニューヨーク・ヤンキース   | ヨギ・ベラ                 | ジョー・ディマジオ         | ルー・ゲーリッグ             | ミッキー・マントル         | ベーブ・ルース           |
| ア・リーグ 東地区              | タンパベイ・レイズ         | カール・クロフォード       | ロベルト・ヘルナンデス     | オーブリー・ハフ             | フレッド・マグリフ         | ウェイド・ボッグス       |
| ア・リーグ 東地区              | トロント・ブルージェイズ   | ロベルト・アロマー         | トニー・フェルナンデス     | パット・ヘントゲン           | デーブ・スティーブ         | ジョー・カーター         |
| ア・リーグ 中地区              |                            |                            |                            |                              |                            |                          |
| シカゴ・ホワイトソックス       | ルーク・アップリング       | ハロルド・ベインズ         | ネリー・フォックス         | ミニー・ミノーソ             | フランク・トーマス         |                          |
| クリーブランド・インディアンズ | アール・アベリル           | ラリー・ドビー             | ナップ・ラジョイ           | トリス・スピーカー           | ボブ・フェラー             |                          |
| デトロイト・タイガース         | チャーリー・ゲーリンジャー | ハンク・グリーンバーグ     | アル・ケーライン           | アラン・トランメル           | タイ・カッブ               |                          |
| カンザスシティ・ロイヤルズ     | エイモス・オーティス       | ブレット・セイバーヘイゲン | マイク・スウィーニー       | フランク・ホワイト           | ジョージ・ブレット         |                          |
| ミネソタ・ツインズ             | ロッド・カルー             | ケント・ハーベック         | ハーモン・キルブルー       | トニー・オリバ               | カービー・パケット         |                          |
| ア・リーグ 西地区              |                            |                            |                            |                              |                            |                          |
| ヒューストン・アストロズ       | ジェフ・バグウェル         | クレイグ・ビジオ           | ラリー・ダーカー           | ジミー・ウィン               | ノーラン・ライアン         |                          |
| ロサンゼルス・エンゼルス       | ジム・アボット             | ドン・ベイラー             | チャック・フィンリー       | ティム・サーモン             | ロッド・カルー             |                          |
| オークランド・アスレチックス   | デニス・エカーズリー       | レフティ・グローブ         | リッキー・ヘンダーソン     | キャットフィッシュ・ハンター | レジー・ジャクソン         |                          |
| シアトル・マリナーズ           | ジェイ・ビューナー         | エドガー・マルティネス     | ジェイミー・モイヤー       | イチロー                     | ケン・グリフィー・ジュニア |                          |
| テキサス・レンジャーズ         | ラスティ・グリーア         | イバン・ロドリゲス         | ジム・サンドバーグ         | マーク・テシェイラ           | ノーラン・ライアン         |                          |
| ナ・リーグ 東地区              |                            |                            |                            |                              |                            |                          |
| アトランタ・ブレーブス         | チッパー・ジョーンズ       | フィル・ニークロ           | ジョン・スモルツ           | ウォーレン・スパーン         | ハンク・アーロン           |                          |
| マイアミ・マーリンズ           | ジョシュ・ベケット         | ルイス・カスティーヨ       | ジェフ・コーナイン         | ロブ・ネン                   | ドントレル・ウィリス       |                          |
| ニューヨーク・メッツ           | ジョン・フランコ           | タグ・マグロウ             | マイク・ピアッツァ         | ダリル・ストロベリー         | トム・シーバー             |                          |
| フィラデルフィア・フィリーズ   | リッチー・アシュバーン     | スティーブ・カールトン     | チャック・クライン         | ロビン・ロバーツ             | マイク・シュミット         |                          |
| ワシントン・ナショナルズ       | リバン・ヘルナンデス       | ブライアン・シュナイダー   | ラスティ・スタウブ         | ホセ・ビドロ                 | ゲイリー・カーター         |                          |
| ナ・リーグ 中地区              |                            |                            |                            |                              |                            |                          |
| シカゴ・カブス                 | ファーガソン・ジェンキンス | ライン・サンドバーグ       | ロン・サント               | ビリー・ウィリアムズ         | アーニー・バンクス         |                          |
| シンシナティ・レッズ           | ジョニー・ベンチ           | ジョー・モーガン           | トニー・ペレス             | フランク・ロビンソン         | ピート・ローズ             |                          |
| ミルウォーキー・ブルワーズ     | セシル・クーパー           | ローリー・フィンガーズ     | ジム・ガントナー           | ポール・モリター             | ロビン・ヨーント           |                          |
| ピッツバーグ・パイレーツ       | ラルフ・カイナー           | ビル・マゼロスキー         | ウィリー・スタージェル     | ホーナス・ワグナー           | ロベルト・クレメンテ       |                          |
| セントルイス・カージナルス     | ルー・ブロック             | ボブ・ギブソン             | アルバート・プホルス       | オジー・スミス               | スタン・ミュージアル       |                          |
| ナ・リーグ 西地区              |                            |                            |                            |                              |                            |                          |
| アリゾナ・ダイヤモンドバックス | ジェイ・ベル               | ルイス・ゴンザレス         | トッド・ストットルマイヤー | マット・ウィリアムズ         | ランディ・ジョンソン       |                          |
| コロラド・ロッキーズ           | ダンテ・ビシェット         | ビニー・カスティーヤ       | アンドレス・ガララーガ     | トッド・ヘルトン             | ラリー・ウォーカー         |                          |
| ロサンゼルス・ドジャース       | ロイ・キャンパネラ         | サンディー・コーファックス | ピー・ウィー・リース       | デューク・スナイダー         | ジャッキー・ロビンソン     |                          |
| サンディエゴ・パドレス         | ブライアン・ジャイルズ     | トレバー・ホフマン         | ランディ・ジョーンズ       | デーブ・ウィンフィールド     | トニー・グウィン           |                          |
| サンフランシスコ・ジャイアンツ | バリー・ボンズ             | フアン・マリシャル         | ウィリー・マッコビー       | メル・オット                 | ウィリー・メイズ           |                          |